# موریس فاور
موریس فاوْر (فرانسوی: Maurice Favre‎؛ ‏ ۱۸ مهٔ ۱۸۷۶ – ۲۰ دسامبر ۱۹۵۴) پزشک متخصص پوست و مو اهل فرانسه بود که نامش امروزه به‌خاطر توصیف بیماری دوران-نیکلا–فاوْر، اجسام گامنا–فاوْر و سندرم فاور–راکوشو در یادها مانده است.
وی همچنین برندهٔ جوایزی همچون لژیون دونور (افسر) شده است.